# Euphorbia sapinii
Euphorbia sapinii ist eine Pflanzenart aus der Gattung Wolfsmilch (Euphorbia) in der Familie der Wolfsmilchgewächse (Euphorbiaceae).

## Beschreibung
Die sukkulente Euphorbia sapinii wächst als wenig verzweigter Strauch mit einem Stamm bis 15 Zentimeter Durchmesser und wird bis zu 1 Meter hoch. Die runden Triebe erreichen einen Durchmesser von bis zu 10 Zentimeter und sind mit spiralförmig angeordneten flachen Warzen bedeckt. Die runden Dornschildchen werden etwa 8 Millimeter groß. Die kurzlebigen Dornen werden bis 12 Millimeter lang. Die bandförmigen Blätter stehen dicht an den Triebspitzen und werden bis 30 Zentimeter lang und 1,75 Zentimeter breit. Sie sind sitzend und verbleiben länger an den jüngeren Trieben.
Es werden einzelne und einfache Cyathien ausgebildet. Die Blütenstandstiele sind bis 1 Zentimeter lang und die Cyathien erreichen etwa 5 Millimeter im Durchmesser. Die Nektardrüsen sind elliptisch und der Fruchtknoten ragt nur wenig heraus. Über die Früchte und den Samen ist nichts bekannt.

## Verbreitung und Systematik
Euphorbia sapinii ist in Westafrika im Kongo und in Kamerun verbreitet.
Die Erstbeschreibung der Art erfolgte 1908 durch Émile Auguste Joseph De Wildeman.